# Liana Isakadze
Liana Isakadze (georgiano:ლიანა ალექსანდრეს ასული ისაკაძე (Liana Aleksandres asuli Isak’adze), russo:Лиана Александровна Исакадзе (Liana Aleksandrovna Isakadze); Tbilisi, 2 agosto 1946 – Tbilisi, 5 luglio 2024) è stata una violinista e direttrice d'orchestra georgiana, fino al 1989 sovietica. Bambina prodigio, fu sostenuta e istruita da David Oistrakh. Nel 1970 vinse il Concorso Internazionale di Violino Jean Sibelius, che le valse poi diversi riconoscimenti internazionali. Dopo una carriera come violino solista con le principali orchestre di tutta Europa, dal 1981 fu direttrice della Chamber Orchestra of Georgia. Nel 1988 fu riconosciuta come l'Artista del Popolo dell'URSS, allora la più giovane musicista nella storia dell'Unione Sovietica ad ottenere quel titolo. Si trasferì con l'orchestra da camera a Ingolstadt, in Germania, nel 1990, dove per cinque anni la diresse in esecuzioni e registrazioni, suonando come solista. Fondò e diresse l'Accademia di strumenti ad arco David Oistrakh.

## Biografia
Nata a Tbilisi il 2 agosto 1946, la capitale dell'allora Georgia sovietica, Isakadze entrò nella scuola di musica all'età di sette anni. Allieva eccelsa di Leo Shiukashvili, iniziò a suonare con l'Orchestra Sinfonica di Stato all'età di nove anni. Nel 1956 suonò il suo primo recital di violino solista e sempre nello stesso anno partecipò al Concorso del Festival Internazionale di Mosca. Sebbene troppo giovane per competere, eseguì l'intero programma. Il presidente del festival, David Oistrakh, insistette perché si diplomasse alla Scuola Centrale di Musica con un anno di anticipo in quanto accettata nella sua classe al Conservatorio di Stato di Mosca senza dover sostenere l'esame di ammissione.
Dopo gli studi, Isakadze lavorò come assistente di Oistrakh per due anni e contemporaneamente studiò nella sua master class. Suonò nella sua orchestra quando diresse i concerti per violino di Beethoven e Čajkovskij.
Dal 1964 al 1981 suonò un violino Stradivari donatole dalla Collezione di violino di Stato di Mosca. Dal 1970 al 1994 fu solista nell'Associazione Filarmonica di Stato di Mosca, facendo tournée in tutto il mondo con l'Orchestra Sinfonica Accademica di Stato dell'URSS diretta da Yevgeny Svetlanov e con l'Orchestra Filarmonica di Mosca diretta da Dmitri Kitajenko, e si esibì anche con direttori come Gennady Rozhdestvensky e Kirill Kondrashin. Nel 1965 le venne assegnato il Grand Prix al Concorso Long-Thibaud-Crespin di Parigi. Nel 1970 partecipò al Concorso Čajkovskij a Mosca ottenendo il terzo posto. Nel 1970 partecipò al secondo Concorso Internazionale di Violino Jean Sibelius a Helsinki dove condivise il primo premio con Pavel Kogan. Il premio la portò a un riconoscimento internazionale. Le fu assegnato un premio speciale per l'esecuzione del Concerto per violino di Sibelius.

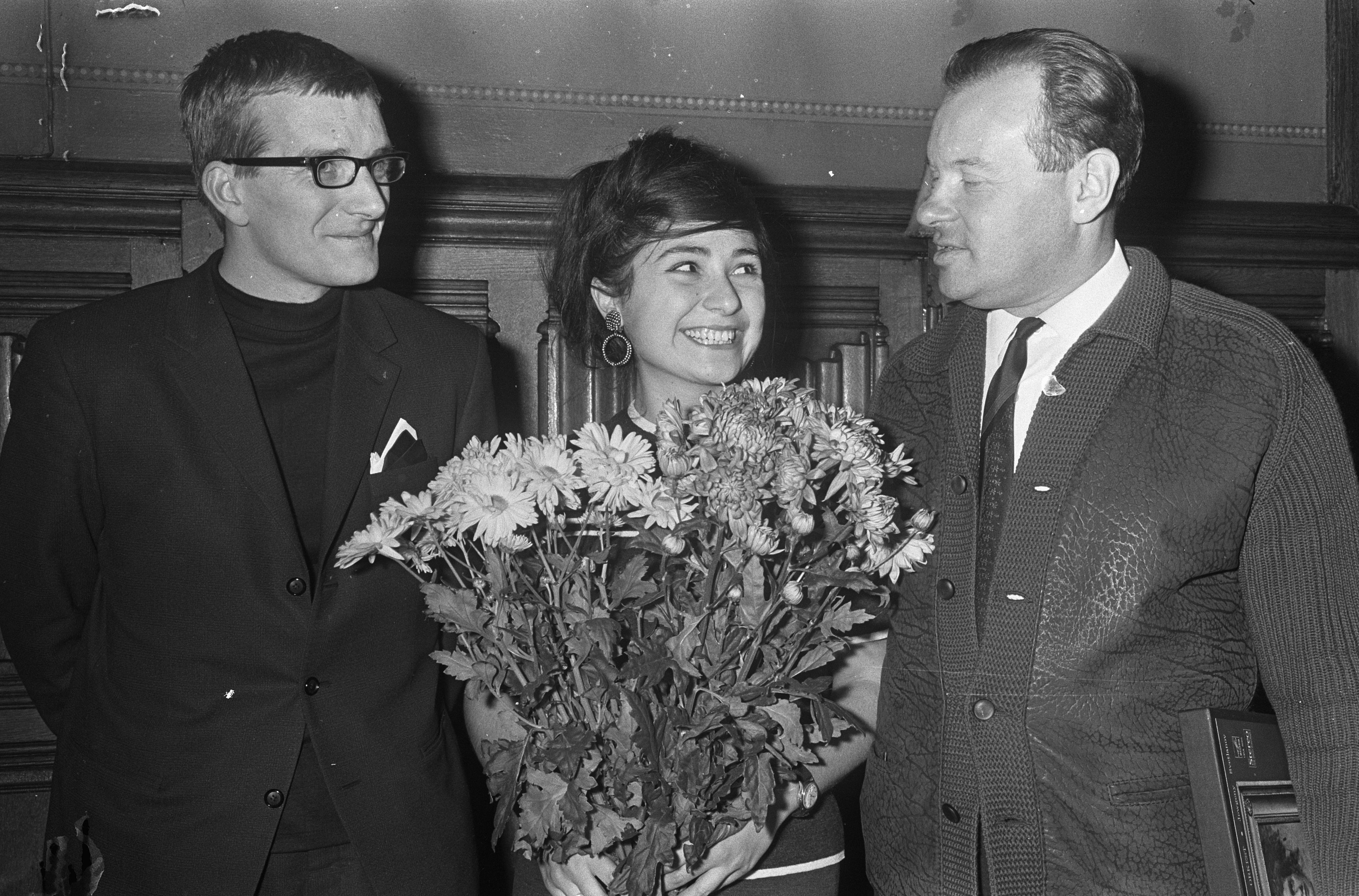
Isakadze con un mazzo di fiori tra Maxim Shostakovich e Yevgeny Svetlanov, Amsterdam, 1967

A partire dal 1965 suonò come violino solista con vari direttori: Jiri Kout, Paavo Berglund, Vladimir Verbitsky, Jiří Bělohlávek, Valery Gergiev, Yehudi Menuhin, Eri Klas, Aleksandr Dmitriyev, Kurt Masur, Thomas Sanderling, Michail Jurowski, Jukka-Pekka Saraste, Hiroyuki Iwaki, Rudolf Kempe, Václav Neumann, Mariss Jansons, Yan Pascal Tortelier, Herbert Blomstedt, Gintaras Rinkevičius, Neeme Järvi, Dmitry Liss e Charles Dutoit.
Fu primo violino della Chamber Orchestra of Georgia per diversi anni, e direttrice principale e direttrice artistica nel 1981. Ebbe l'idea di creare un festival chiamato "I musicisti stanno scherzando", tenutosi dal 1982 al 1989. Dal 1983 Isakadze fu direttrice artistica di vari festival internazionali, come a Eichstädt (Germania), "Night Serenades" a Pitsunda (Abcasia/Georgia), Open Air Festival a Batumi (Georgia), il Festival delle Arti a Borjomi (Georgia) e il Liana Isakadze Festival a Vienna e Lichtenstein. Nel 1990 lei e la Chamber Orchestra of Georgia si trasferirono a Ingolstadt, sostenute dalla città, dall'Audi e dal governo della Georgia, per aprire nuove sedi di esibizione per l'orchestra. Fondò e diresse l'Accademia di strumenti ad arco David Oistrakh. 
Suonò musica da camera con Gustav Rivinius, Alexander Slobodyanik, Maxim Vengerov, Barbara Hendricks, Gidon Kremer, Franz Hummel, Natalia Gutman, Grigori Zhislin, Alexander Rudin, David Geringas, Frida Bauer, Maria Yudina, Igor Oistrakh, Dimitri Alexeev, Ivan Monighetti, Eduard Brunner, Yuri Bashmet, Alexander Kniazev, Alexei Lubimov, Justus Frantz, Arto Noras, Dmitry Sitkovetsky, Viktor Tretiakov e molti altri.
Isakadze divenne direttrice artistica di una nuova Orchestra da Camera di Stato Georgiana nel 1995, incarico che ricoprì fino al 2004. Nel 2009 formò un'orchestra da camera di giovani musicisti dell'Europa meridionale e orientale. Dopo il 2011 formò un ensemble – orchestra "Virtuosi da Facebook". I musicisti che presero parte a questa impresa furono musicisti famosi di vari paesi e i loro amici su Facebook. Le loro prime esibizioni ebbero luogo al Liana Isakadze Festivals di "Friends of Facebook" e "Night Serenades" nell'agosto 2011 a Batumi (Georgia).
Dal marzo 1989 al dicembre 1991, Isakadze fu anche deputato del popolo dell'Unione Sovietica. Fu insignita del titolo di Artista del Popolo dell'URSS (1988), Artista Benemerito della RSS Georgiana (1970), del Premio di Stato della Georgia (1975, 1983, 2002) e dell'Ordine d'Onore della Georgia (1998, 2002). 
Visse a Ingolstadt dal 1990 per cinque anni, lavorando lì con la Chamber Orchestra of Georgia. Visse anche in alcuni periodi in Francia, a Parigi, a Grasse e a Cannes.
La sua ultima residenza fu la nativa Tbilisi. 
Liana Isakadze morì a Tbilisi il 5 luglio 2024, all'età di 77 anni. Nei suoi ultimi anni soffrì di demenza.

## Vita privata
Si sposò con Tamaz Mikhailovich Chachava, poeta, saggista e critico letterario.
Anche suo fratello Eldar Isakadze (Tbilisi, 5 gennaio 1936 - Ingolstadt, 27 luglio 2005) fu un violoncellista e anche egli Artista del Popolo della RSS Georgiana. Ebbe una figlia, la pianista Irma Isakadze.

## Registrazioni
Isakadze registrò il Concerto per violino di Aleksi Machavariani nel 1977 con l'Orchestra Sinfonica della Radio dell'URSS diretta da Vakhtang Machavariani. Il recensore la descrisse come "all'altezza delle esigenze tecniche" in uno stile della tradizione russa del dopoguerra. Nel 1980 e nel 1981 registrò due concerti contrastanti con l'Orchestra Sinfonica Accademica di Stato dell'URSS diretta da Alexander Lazarev, il Concerto per violino di Sibelius e il Concerto per violino di Arnold Schönberg, Op. 36. Un recensore, che già precedentemente apprezzò la sua interpretazione delle Quattro Stagioni di Vivaldi in concerto, scrisse che fu all'apice del suo potere, "scavando in un'opera con tale serietà e tale devozione che la musica sembra a volte sovradimensionata". Osservò anche che il suo approccio "aggiunge una dimensione difficile da definire, ma mi ha attratto con la stessa intensità di quei concerti di Vivaldi tanti anni fa".
Durante gli anni '90 registrò a Ingolstadt con la Chamber Orchestra of Georgia, lavorando come solista, arrangiatrice e direttore d'orchestra. Nel 1992 incisero opere di Čajkovskij, Souvenir de Florence, Souvenir d'un lieu cher, Valse-Scherzo e Sérénade mélancolique. Lo stesso anno registrarono composizioni di compositori georgiani, il Concerto per violino di Otar Taktakishvili, il Doppio Concerto per violino e violoncello di Sulkhan Nasidze, la Sinfonia n. 3 "Giocconda" di Nodar Gabunia e Phantasie di Sulkhan Tsintsadze, con la violoncellista Natascha Mandenova. Nel 1997 registrò opere di Tigran Mansurian, il suo Concerto per violoncello, un Doppio Concerto per violino e violoncello, e il Concerto per violino, con Ivan Monighetti come violoncellista.
La sua registrazione della Sonata per violino n. 2 "Quasi una sonata" di Alfred Schnittke, con il pianista Vladimir Skanavi, fu successivamente inclusa in un'edizione per l'anniversario della musica di Schnittke nel 2020.

## Premi e riconoscimenti
- 1961 - Concorso Sindacale di Musicisti di Mosca (2º premio)
- 1965 - Concorso Internazionale di Pianoforte e Violino Long-Jean-Thibaud di Parigi (1º premio)
- 1970 - Concorso Internazionale di Violino Sibelius di Helsinki (1º premio)
- 1970 - IV Concorso Internazionale Čajkovskij di Mosca (3º premio)
- 1970 - Artista onorario della RSS Georgiana.[16]
- 1974 - Artista del popolo della RSS Georgiana
- 1979 - Premio statale Z. Paliashvili della RSS Georgiana
- 1983 - Premio di Stato della RSS Georgiana intitolato a Sh. Rustaveli
- 1988 - Artista del popolo dell'URSS.
- 2002 - Medaglia per i Migliori Musicisti del 20º secolo (Cambridge, Inghilterra)
- 2005 - Medaglia dell'Ufficio del Sindaco di Parigi.[17]
- 2016 - Cittadino onorario della Georgia